# Italie Europe Ensemble
Ne doit pas être confondu avec Ensemble ! ou Ensemble (coalition française).
Italie Europe Ensemble (en italien : Italia Europa Insieme, souvent abrégé en Insieme), est une coalition de partis politiques italiens progressistes. Elle a été fondée pour participer aux élections générales de 2018 au sein de la coalition de centre gauche.

## Composition
| Parti                    | Idéologie          | Dirigeant        |
| ------------------------ | ------------------ | ---------------- |
| Parti socialiste italien | Social démocratie  | Riccardo Nencini |
| Fédération des Verts     | Écologie politique | Angelo Bonelli   |
| Aire civique             | Progressisme       | Giulio Santagata |

## Résultats électoraux

### Parlement Italien
N'atteignant pas le seuil de 3 %, elle n'obtient que deux élus au scrutin majoritaire, Serse Soverini député à Imola et Riccardo Nencini sénateur à Arezzo.